# Bockhacken
Bockhacken ist eine Ortschaft in Hückeswagen im Oberbergischen Kreis im Regierungsbezirk Köln in Nordrhein-Westfalen (Deutschland).

## Lage und Beschreibung

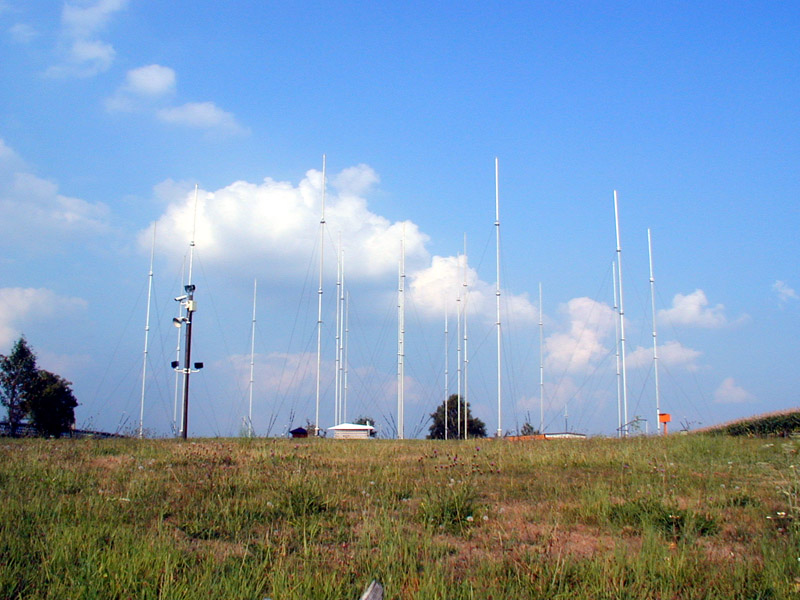
Ehemalige Empfangsanlage Bockhacken, Hückeswagen

Bockhacken liegt im südwestlichen Hückeswagen an der Grenze zu Wermelskirchen nahe Straßweg. Weitere Nachbarorte sind Kotthausen, Straßburg, Schückhausen Wermelskirchen-Staelsmühle, Wermelskirchen-Haarhausen und Wermelkirchen-Bergstadt. Der Ort liegt an der Landstraße L68 zwischen Straßweg und Wermelskirchen-Neuenhaus.
Bockhacken liegt im Quellgebiet des Bachs Kleine Dhünn, der in die Große Dhünntalsperre mündet.
In Bockhacken befand sich ein Abenteuerbauernhof, in dem Kinder und Jugendliche der Region durch Erlebnisfreizeiten Land- und Forstwirtschaft kennenlernen. Dieser ist mittlerweile aber aufgegeben worden und verfallen. Ein wenig außerhalb Bockhackens befand sich seit 1964 auf einer Anhöhe eine große Mess- und Empfangsanlage der Deutschen Welle. Ende 2017 wurde die Anlage komplett geschlossen und die Antennen abgebaut.

## Geschichte
Die Karte Topographia Ducatus Montani aus dem Jahre 1715 zeigt einen einzelnen Hof und bezeichnet diesen mit Bockhacken. Die Topographische Aufnahme der Rheinlande von 1825 führt auf umgrenztem Hofraum acht getrennt voneinander liegende Grundrisse für den Ort auf.
Im 18. Jahrhundert gehörte der Ort zum  bergischen Amt Bornefeld-Hückeswagen. 1815/16 lebten 35 Einwohner im Ort. 1832 gehörte Bockhacken der Großen Honschaft an, die ein Teil der Hückeswagener Außenbürgerschaft innerhalb der Bürgermeisterei Hückeswagen war. Der laut der Statistik und Topographie des Regierungsbezirks Düsseldorf als Weiler kategorisierte Ort besaß zu dieser Zeit sechs Wohnhäuser und neun landwirtschaftliche Gebäude. Zu dieser Zeit lebten 41 Einwohner im Ort, zwei katholischen und 39 evangelischen Glaubens.
Im Gemeindelexikon für die Provinz Rheinland werden für 1885 fünf Wohnhäuser mit 32 Einwohnern angegeben. Der Ort gehörte zu dieser Zeit zur Landgemeinde Neuhückeswagen innerhalb des Kreises Lennep. 1895 besitzt der Ort sechs Wohnhäuser mit 37 Einwohnern, 1905 fünf Wohnhäuser und 30 Einwohner.

## Wander- und Radwege
Folgende Wanderwege führen durch den Ort:
- Die SGV-Hauptwanderstrecke X19 (Schlösserweg) von Düsseldorf nach Dillenburg
- Der Wermelskirchener Ortsrundwanderweg A3